# Сыма Ши

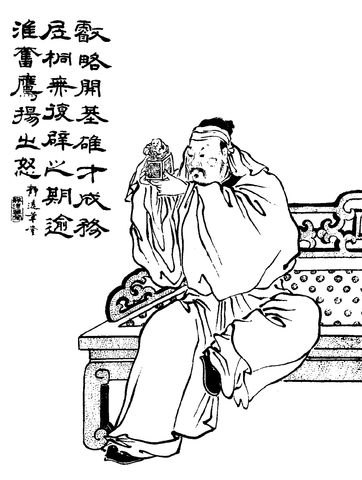
Сима Ши, иллюстрация времён династии Цин

Сыма Ши (кит. 司馬師, 208—255), почётное имя Цзыюань (子元) — военачальник и регент Цао Вэй эпохи Троецарствия в Китае. В 249 году он помог своему отцу Сыма И свергнуть регента Цао Шуана при императоре Цао Фане, что дало семье Сыма высшую власть в государстве. Унаследовав пост своего отца после его смерти в 251 году, он твердо удерживал власть в своих руках. Когда император Цао Фан обдумывал предпринять действия против него (254 год), Сыма Ши сверг его и посадил на трон его двоюродного брата Цао Мао. В итоге это прочное положение позволило ему перед смертью в 255 году передать власть своему младшему брату Сыма Чжао, сын которого Сыма Янь узурпировал трон и основал династию Цзинь.
Когда Сыма Янь стал императором, он посмертно почтил своего дядю императорским титулом с именем Цзин-ди (晉景帝) и храмовым именем Шицзун (世宗).

## Карьера до 251 года
Неизвестно, когда родился Сыма Ши, однако известно, что он был старшим сыном Сыма И, рожденным его женой, леди[неизвестный термин] Чжан Чуньхуа (張春華). В молодом возрасте он был известен элегантностью[прояснить] в поведении и своим интеллектом. Поскольку его отец занимал высокую должность в Цао Вэй, сам Сыма Ши довольно быстро поднялся по служебной лестнице.
Согласно Цзиньшу, во время планирования государственного переворота против Цао Шуана в конце 248 года, Сыма И доверял только Сыма Ши.  Даже его младший брат Сыма Чжао не был допущен к обсуждению (хотя Сыма Гуан посчитал это маловероятным, в его Цзычжи Тунцзянь написано, что Сыма И планировал переворот с ними обоими). Сыма Ши создал группу из 3 000 верных людей в тайне от Цао Шуана и его приспешников. Когда Сыма И был готов выполнить свой план (249 год), Сыма Ши быстро собрал людей, чтобы совершить переворот.
Как только Сыма И свергнул Цао Шуана и сменил его на посту регента императора Цао Фана, то вознаградил своего сына титулом хоу (маркиз[неизвестный термин]) Чанпинсяна. Сыма Ши стал помощником отца, хотя в описании[неизвестный термин] тех лет нет обстоятельных записей о его деятельности. В 251 году его отец подавил неудачное восстание Ван Лина (王淩) и истребил семьи Вана и его сторонников. После смерти Сыма И в том же году Сыма Ши занял должность отца без существенного сопротивления.

## Как обладающий верховной властью

### Время формального правления Цао Фана
Сыма Ши был умелым политическим деятелем и администратором, но он также хотел быстро доказать свою военную репутацию[неизвестный термин]. В 252 году он совершил масштабное нападение на Восточное У. Основатель царства У, император Сунь Цюань, недавно умер, а действующий император, Сунь Лян, был под регентством Чжугэ Кэ. Чжугэ Кэ смог противостоять основным силам Сыма Ши. Однако Сыма Ши хорошо держался, скромно признавая ошибки перед общественностью и повышая генералов, которые пытались прервать кампанию. В 253 году Сыма Ши победил Чжугэ Кэ в главном сражении. Репутация Чжугэ Кэ была подорвана (из-за его отказа признать ошибку), и вскоре Чжугэ потерял пост, в то время как могущество Сыма Ши было подтверждено.
В 254 году Сыма Ши сделал резкий ход для укрепления власти, ослабив Цао Фана. Цао Фан расположил к себе министра Ли Фэна (李豐). Это заставило Сыма Ши подозревать их в подготовке заговора против него. Он вызвал и допросил Ли Фэна. Когда Ли Фэн отказался раскрыть содержание своих бесед с императором, Сыма Ши избил его до смерти рукояткой меча. Затем он обвинил в измене Ли Фэна и его друзей Сяхоу Сюаня (夏侯玄) и Чжан Цзи (張緝), и они были казнены со своими семьями. Цао Фан был вынужден низложить свою жену, императрицу Чжан, которая была дочерью Чжан Цзи. Эти шаги еще больше вселяли страх в чиновников.
Цао Фан был сильно разгневан смертью Ли Фэна и Чжан Цзи. Позже, в 254 году, его сторонники представили ему следующий план: когда брат Сыма Ши, Сыма Чжао, приедет во дворец для официального визита перед тем как направиться к своему оборонному посту в Чанъане, следует убить Сыма Чжао и захватить его войска, и затем использовать их для нападения на Сыма Ши. Цао Фан опасался и ничего не предпринимал в осуществлении плана, но информация всё же попала к Сыма Ши. Тогда Сыма Ши вынудил Цао Фана отречься. Он сохранил Цао Фану жизнь и дал ему его прежний титул вана Ци. Затем Сыма Ши уведомил мачеху Цао Фана вдовствующую императрицу Го о своем намерении сделать брата Цао Пэя Цао Цзю (曹據), вана Пэнчэна, императором. Однако она смогла убедить его, что такой порядок наследования был бы неправильным – так как Цао Цзю был дядей её мужа Цао Жуя. И в этом случае Цао Жуй, фактически не имеющий сыновей, останется без наследника. Сыма Ши пришлось согласиться с ней, и он сделал императором Цао Мао, как она предложила (хотя Цао Mao в то время было 13 лет, он был известен своим интеллектом. Вдовствующая императрица Го полагала, что у него был шанс противостоять семье Сыма).

### Время формального правления Цао Мао
Несмотря на замысел вдовствующей императрицы Го и разум Цао Мао, их попытки покончить с усилением власти семьи Сыма были малоуспешны. В ответ на смещение Цао Фана в 255 году генерал Уцю Цзянь, командующий в важном восточном городе Шоучунь (壽春, современный Луань, Аньхой), вместе с другим генералом Вэн Цинем (文欽), поднял восстание, но был быстро сокрушен армией Сыма Ши. Уцю Цзяня убили, его семья была вырезана. Вэн Цинь и его сыновья сбежали в Восточное У.
Тем не менее, кампания имела плохие последствия для Сыма Ши. У него был больной глаз, и когда Уцю Цзянь и Вэн Цинь начали восстание, его глаз только что прооперировали. Поэтому поначалу он отказывался возглавлять силы сам и хотел назначить лидером своего дядю Сыма Фу. По настоянию Чжун Хуэя и Фу Гу (傅嘏) он всё же повел войска, что было важно для победы. Во время одного из рейдов, сделанных сыном Вэн Циня Вэн Яном (文鴦), Сыма Ши забеспокоился, и недавно прооперированный глаз выпал. Его состояние вскоре сильно ухудшилось. Менее месяца спустя после подавления восстания он умер в Сюйчане (許昌, современный Сюйчан, Хэнань). Ему наследовал его брат Сыма Чжао.

## Семья
- Отец: Сыма И
- Мать: Чжан Чуньхуа
- Жены:
  - госпожа Сяхоу Хуэй, дочь Сяхоу Шана, родила пять дочерей, отравлена в 234, посмертно почиталась как императрица Цзинхуай
  - госпожа У (吳氏), дочь У Чжи, развелась в неизвестном году
  - Ян Хуэйю, сестра Ян Ху, умерла в 278
- Дети:
  - пять дочерей
- Приёмный ребенок:
  - Сыма Ю, племянник, Сиань-ван из Ци, продолживший фамильную линию Сыма Ши